# Associazione Calcio Pistoiese 1997-1998
Questa pagina raccoglie le informazioni riguardanti l'Associazione Calcio Pistoiese nelle competizioni ufficiali della stagione 1997-1998.

## Rosa
| N. |                    | Ruolo | Calciatore           |
| -- | ------------------ | ----- | -------------------- |
|    | Italia (bandiera)  | A     | Daniele Beltrammi    |
|    | Italia (bandiera)  | C     | Giovanni Bosi        |
|    | Italia (bandiera)  | C     | Giuseppe Castiglione |
|    | Italia (bandiera)  | A     | Massimo Ciocci       |
|    | Italia (bandiera)  | D     | Michele Cunti        |
|    | Italia (bandiera)  | A     | Mirko Domini         |
|    | Francia (bandiera) | C     | Ludovic Gallo        |
|    | Italia (bandiera)  | C     | Simone Greco         |
|    | Italia (bandiera)  | D     | Peter Livon          |
|    | Italia (bandiera)  | C     | Valerio Mazzucato    |
|    | Italia (bandiera)  | A     | Adriano Meacci       |
|    | Italia (bandiera)  | D     | Filippo Medri        |

| N. |                   | Ruolo | Calciatore             |
| -- | ----------------- | ----- | ---------------------- |
|    | Italia (bandiera) | A     | Massimiliano Menegatti |
|    | Italia (bandiera) | D     | Enrico Morello         |
|    | Italia (bandiera) | C     | Marco Osio             |
|    | Italia (bandiera) | C     | Stefano Papiri         |
|    | Italia (bandiera) | C     | Paolo Perugi           |
|    | Italia (bandiera) | C     | Massimo Pierotti       |
|    | Italia (bandiera) | C     | Willi Pittana          |
|    | Italia (bandiera) | D     | Antonino Praticò       |
|    | Italia (bandiera) | A     | Simone Quercioli       |
|    | Italia (bandiera) | D     | Michele Riberti        |
|    | Italia (bandiera) | C     | Fortunato Sanò         |
|    | Italia (bandiera) | P     | Oscar Verderame        |

## Risultati

### Campionato

#### Girone di andata
| 31 agosto 1997 1ª giornata | Pistoiese | 0 – 2 | Livorno |  |

| 7 settembre 1997 2ª giornata | Alzano Virescit | 2 – 1 | Pistoiese |  |

| 14 settembre 1997 3ª giornata | Pistoiese | 0 – 0 | Siena |  |

| 21 settembre 1997 4ª giornata | Alessandria | 1 – 1 | Pistoiese |  |

| 28 settembre 1997 5ª giornata | Pistoiese | 1 – 0 | Modena |  |

| 5 ottobre 1997 6ª giornata | Brescello | 1 – 0 | Pistoiese |  |

| 12 ottobre 1997 7ª giornata | Pistoiese | 1 – 0 | Prato |  |

| 19 ottobre 1997 8ª giornata | Como | 1 – 0 | Pistoiese |  |

| 26 ottobre 1997 9ª giornata | Pistoiese | 1 – 1 | Lumezzane |  |

| 9 novembre 1997 10ª giornata | Carrarese | 0 – 1 | Pistoiese |  |

| 16 novembre 1997 11ª giornata | Cremonese | 1 – 0 | Pistoiese |  |

| 23 novembre 1997 12ª giornata | Pistoiese | 0 – 0 | Montevarchi |  |

| 30 novembre 1997 13ª giornata | Pistoiese | 0 – 2 | Saronno |  |

| 14 dicembre 1997 14ª giornata | Cesena | 2 – 1 | Pistoiese |  |

| 21 dicembre 1997 15ª giornata | Pistoiese | 0 – 1 | Fiorenzuola |  |

| 28 dicembre 1997 16ª giornata | Carpi | 0 – 1 | Pistoiese |  |

| 11 gennaio 1998 17ª giornata | Pistoiese | 2 – 1 | Lecco |  |

#### Girone di ritorno
| 18 gennaio 1998 18ª giornata | Livorno | 1 – 0 | Pistoiese |  |

| 25 gennaio 1998 19ª giornata | Pistoiese | 0 – 0 | Alzano Virescit |  |

| 1º febbraio 1998 20ª giornata | Siena | 0 – 0 | Pistoiese |  |

| 8 febbraio 1998 21ª giornata | Pistoiese | 0 – 0 | Alessandria |  |

| 15 febbraio 1998 22ª giornata | Modena | 0 – 0 | Pistoiese |  |

| 22 febbraio 1998 23ª giornata | Pistoiese | 1 – 1 | Brescello |  |

| 1º marzo 1998 24ª giornata | Prato | 0 – 0 | Pistoiese |  |

| 8 marzo 1998 25ª giornata | Pistoiese | 1 – 0 | Como |  |

| 15 marzo 1998 26ª giornata | Lumezzane | 3 – 2 | Pistoiese |  |

| 22 marzo 1998 27ª giornata | Pistoiese | 0 – 1 | Carrarese |  |

| 5 aprile 1998 28ª giornata | Pistoiese | 1 – 2 | Cremonese |  |

| 11 aprile 1998 29ª giornata | Montevarchi | 2 – 0 | Pistoiese |  |

| 19 aprile 1998 30ª giornata | Saronno | 0 – 0 | Pistoiese |  |

| 26 aprile 1998 31ª giornata | Pistoiese | 0 – 0 | Cesena |  |

| 3 maggio 1998 32ª giornata | Fiorenzuola | 1 – 1 | Pistoiese |  |

| 10 maggio 1998 33ª giornata | Pistoiese | 4 – 1 | Carpi |  |

| 17 maggio 1998 34ª giornata | Lecco | 0 – 1 | Pistoiese |  |